# Anette Frederiksen
Anette Frederiksen (født 10. december 1954, død 2. januar 2022) var en dansk fodboldspiller fra Ribe Boldklub. Hun var med på det danske hold som vandt i VM-finalen i 1971 i Mexico City mod værtsnationen Mexico.